# (2337) Boubín
(2337) Boubín – planetoida z grupy pasa głównego asteroid okrążająca Słońce w ciągu 4 lat i 66 dni w średniej odległości 2,59 au. Została odkryta 22 października 1976 roku w Zimmerwald Observatory w Szwajcarii przez Paula Wilda. Nazwa planetoidy pochodzi od Boubína, góry w Czechach w pobliżu Obserwatorium Kleť. Przed nadaniem nazwy planetoida nosiła oznaczenie tymczasowe (2337) 1976 UH1.